# Bătălia de la Mosul (2016–2017)
Bătălia de la Mosul (în arabă معركة الموصل, Ma'rakat al-Mawṣil; kurda Sorani, Șeriy Mûsil) a fost o campanie militară majoră lansată de forțele guvernamentale irakiene împreună cu miliții aliate, guvernul regional Kurdistan și forțele internaționale pentru a recupera orașul Mosul de la Statul Islamic (ISIL), care a cucerit orașul în iunie 2014. Bătălia a fost cea mai mare operațiune militară din lume în ultimii cca. 15 ani, cea mai mare de la invazia Irakului din 2003  și a fost considerată cea mai dură bătălie urbană de după cel de-al doilea război mondial.
Ofensiva, denumită Operațiunea „Venim, Ninive” (قادمون يا نينوى ; Qadimun Ya Naynawa), a început la 16 octombrie 2016, cu forțe care asediau zonele controlate de ISIL în provincia Ninive din jurul orașului Mosul, și a continuat cu trupele irakiene și luptătorii Peshmerga care au luptat cu ISIL pe trei fronturi în afara Mosulului, mergând din sat în sat în zona înconjurătoare în cea mai mare desfășurare a trupelor irakiene de la invazia Irakului din 2003.
În zorii zilei de 1 noiembrie 2016, forțele irakiene de operațiuni speciale ISOF (arabă: قوات العمليات الخاصة العراقية‎) au intrat în oraș dinspre est. După lupte acerbe, înaintarea guvernului în oraș a fost încetinită de apărări elaborate și de prezența civililor, dar prim-ministrul irakian Haider al-Abadi  a declarat „eliberarea deplină a părții de est a Mosulului” la 24 ianuarie 2017. Trupele irakiene și-au început ofensiva pentru recucerirea vestului Mosulului la 19 februarie 2017.
La 9 iulie 2017, prim-ministrul irakian a sosit la Mosul pentru a anunța victoria asupra ISIL și o declarație oficială a victoriei a fost proclamată la 10 iulie. Cu toate acestea, ciocnirile grele au continuat într-un ultim buzunar de rezistență ISIL în Orașul Vechi, timp de încă încă 2 săptămâni. S-a estimat că înlăturarea explozivilor din Mosul și repararea orașului în următorii 5 ani ar necesita 50 de miliarde de dolari americani (la cursul din 2017), în timp ce orașul vechi din Mosul ar necesita aproximativ 1 miliard de dolari americani pentru reparații generale. 
Bătălia de la Mosul a avut loc în același timp cu Bătălia de la Sirte (2016) din Libia și cu campania Raqqa (2016–2017) a Forțelor Democratice Siriene (FDS) împotriva capitalei ISIL (Rakka) și a fortăreței din Siria.